# 殖田俊吉

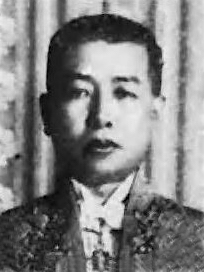
殖田俊吉

殖田 俊吉（うえだ しゅんきち、1890年（明治23年）8月4日 - 1960年（昭和35年）5月23日）とは、日本の大蔵官僚、政治家。行政管理庁長官、法務総裁。

## 来歴・人物
地主・殖田直太郎の長男として現在の大分県宇佐市に生まれる。宇佐中学、第五高等学校を経て、1914年（大正3年）7月、東京帝国大学法科大学政治学科を卒業。税務監督局属となり、東京税務監督局勤務となる。同年11月、文官高等試験に合格。
1915年（大正4年）2月、兼大蔵属・理財局勤務となり、以後、広島税務署長、司税官、門司税関監視部長、長崎税関長心得、大阪税関監視部長兼総務課長などを歴任。1922年（大正11年）8月、欧州に出張した。1924年（大正13年）3月、大蔵事務官となり、銀行局勤務となる。
1927年（昭和2年）4月、田中義一内閣の内閣総理大臣秘書官兼大蔵事務官となる。1929年（昭和4年）6月、拓務省殖産局長に就任。以後、台湾総督府殖産局長、関東庁財務局長を歴任し、1933年（昭和8年）9月に退官した。1941年（昭和16年）9月から1943年（昭和18年）5月まで藤田組監査役、1944年（昭和19年）2月から1946年（昭和21年）10月まで塩水港製糖会社監査役を務める。
第二次世界大戦末期に近衛文麿の側近として吉田茂らと戦争早期終結の工作に加わるが、東京憲兵隊にヨハンセングループとして検挙された。
戦後、復興金融金庫監事となる。さらに第2次吉田内閣の法務総裁、行政管理庁長官（兼務）、第3次吉田内閣の法務総裁を歴任した。
1960年（昭和35年）5月23日死去。享年69。

## 親族
- 弟 田辺重三（九州帝国大学教授）
- 叔父 殖田謙吉（海軍少佐　第一艦隊参謀）
- いとこ　木下郁、木下哲[1]